# Lost Planet 3
Lost Planet 3 — відеогра, приквел до Lost Planet: Extreme Condition і Lost Planet 2, дія якої відбувається на планеті E.D.N. III. Сюжет в грі більше схожий з подіями першої частини. На відміну від перших двох частин, які розробила Capcom, цю частину створила Spark Unlimited, хоча головним сценаристом і директором проєкту залишився Кендзі Огура.

## Ґеймплей
Гра є шутером з елементами RPG, зокрема наявні основні і другорядні завдання, можливість модернізації скафандра, зброї і меха (інженерної машини, що крокує). Для їх удосконалення необхідні запчастини та витратні матеріали, які потрібно шукати або купувати.

## Сюжет
Дія гри відбувається задовго до подій першої частини, коли планета E.D.N. III була ще скута кригою. Історія починається з прибуття на неї перших колоністів, яких відправила будівельна компанія Neo-Venus (NEVEC). Пізніше NEVEC стала переслідувати інші цілі. Головний герой приквелу — Джим, колоніст, який працює на NEVEC і допомагає добувати в шахті мінерали, що вирушають потім на Землю для отримання енергії. На Землі живе сім'я Джима. В грі немає воєнізованих мехів БМ, як в попередніх частинах серії (оскільки в них тоді ще не було потреби), замість наявні них мехи-ріґи (людиноподібні бурові установки), попередники воєнізованих мехів. На відміну від військових мехів, у інженерних немає зброї, вони обладнані лише захватом, буром і зварювальним апаратом.
У першій частині компанія NEVEC встановила диктаторський режим на планеті E.D.N. III, що зруйнував екосистему місцевих істот акридів. Їй залишилося лише підпорядкувати або винищити Снігових піратів, які повстали проти їх диктатури. В Lost Planet 3 компанія NEVEC ще не стала антагоністом: вона допомагає створити на планеті умови, придатні для життя людей, будуючи теплові електрогенератори, щоб боротися зі скрутними погодними умовами й добувати енергію. Під час проходження гри Джім буде розкривати таємні цілі компанії NEVEC.

## Оцінки критиків
| Агрегатор    | Оцінка                                   |
| ------------ | ---------------------------------------- |
| GameRankings | (PC) 64.88% (PS3) 59.95 % (X360) 58.93 % |
| Metacritic   | (PC) 61/100 (PS3) 61/100 (X360) 58/100   |

| Видання       | Оцінка |
| ------------- | ------ |
| Eurogamer     | 4/10   |
| Game Informer | 6/10   |
| GameSpot      | 5/10   |
| GamesRadar+   | [ 13 ] |
| GameTrailers  | 7.7/10 |
| Joystiq       | [ 15 ] |
| Polygon       | 7/10   |

Lost Planet 3 отримали змішані оцінки критиків. Версія для Microsoft Windows отримала 61 балів з 100 на Metacritic і 64,88 % на GameRankings, версія для PlayStation 3 — відповідно 61 бал і 59,95 %, а версія для Xbox 360 — 58 балів і 58,93 %.